# Bludyny
Bludyny (niem. Thalbach) – nazwa niestandaryzowana, osada wsi Krosno w Polsce, w województwie warmińsko-mazurskim, w powiecie lidzbarskim, w gminie Orneta, dawniej oddzielna wieś. Leży nad rzeką Drwęcą Warmińską, na terenie historycznej Warmii.
W latach 1975–1998 miejscowość administracyjnie należała do województwa elbląskiego.

## Historia
Miejscowość była wzmiankowana po raz pierwszy jako Bludin w 1344 roku. Nazwa ma proweniencję pruską, łączoną z rdzeniem *blud-, a ten z litewskim bliūdas ‘miska’, i odnosiła się zapewne do położenia osady w zagłębieniu. Oboczna nazwa niemiecka Talbach, później Thalbach, utworzona została od wyrazów Tal ‘dolina’ i -bach ‘strumień’.
W drugiej połowie XIV wieku właścicielem pruskiej osady stał się przybyły z Westfalii Johannes von Krossen, założyciel sąsiedniej wsi Krosno i znajdującego się tam sanktuarium maryjnego. 
W 1908 roku Bludyny stanowiły gminę wiejską w obwodzie (Amtsbezirk) Karbowo. Miejscowość znajdowała się we właściwości miejscowej sądu w Ornecie. W 1910 liczyły 298 osób.
Polska nazwa Bludyny odnosi się do starej nazwy pruskiej i została oficjalnie przyjęta 22 sierpnia 1947 roku.